# Affaire du portrait de Staline
L'affaire du portrait de Staline est le nom donné par des médias et les historiens à un ensemble de polémiques médiatiques et politiques liées à un dessin au fusain commandé au peintre Pablo Picasso en mars 1953, juste après la mort de Staline, et à leurs conséquences culturelles et politiques. 

## Contexte
L'affaire du portrait de Staline s'inscrit « dans le contexte de la première tentative de déstalinisation » qui suit sa mort, quand l'incertitude augmente sur les orientations qui seront prises dans les pays communistes mais aussi dans quelques pays où ce courant d'idée est à l'époque influent sur le plan électoral et culturel, en particulier la France et l'Italie,. 
L'affaire dépasse largement le monde communiste et le monde artistique, car elle est couverte aussi dans la presse généraliste par de grands quotidiens, comme Le Monde et même le Daily Mail britannique. Elle intervient peu après l'apogée historique du courant culturel et politique appelé jdanovisme artistique, qui a connu après-guerre une déclinaison à la française. Mais elle intervient surtout au moment précis où le premier successeur de Staline, le ministre de l'Intérieur Béria, décide dès avril 1953 de stopper la répression contre le prétendu complot des blouses blanches, que Staline avait lui-même lancé dans le sillage de la Nuit des poètes assassinés d'août 1952, conséquence de la croisade lancée par le même Staline en 1948 contre le "cosmopolitisme juif" débuté avec l'assassinat de Solomon Mikhoels, puis la dissolution du Comité antifasciste juif et entre ces deux événements l'élimination du titisme (Rupture Tito-Staline) et de l'opposition aux thèses de Trofim Lyssenko en août 1948, atteignant son apogée jusqu'à la mort de Staline en mars 1953.

## Déroulement

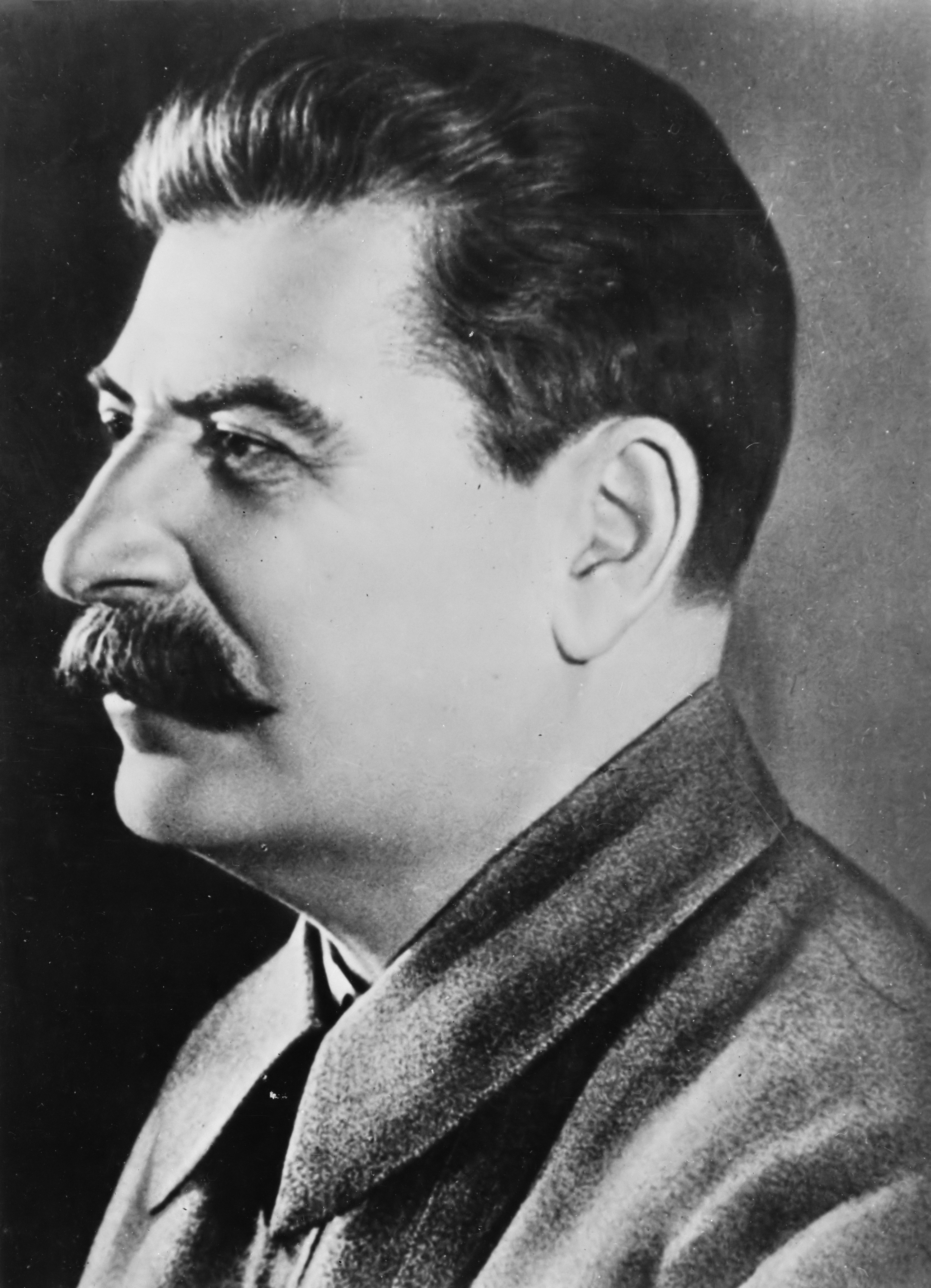
Photo de Joseph Staline vers 1942.

Staline, l'homme fort de l'Union soviétique depuis trois décennies, où il a imposé le culte de la personnalité, décède le 5 mars 1953. La nouvelle de sa mort n'est dévoilée que quelques jours plus tard et ses funérailles sont à la hauteur du culte de la personnalité qu'il a entretenu de son vivant. L'écrivain communiste français Louis Aragon dirige Les Lettres françaises, hebdomadaire intellectuel du PCF, depuis la disparition en février 1953 de Ce soir, le quotidien national créé pour lui par son grand ami Maurice Thorez en 1937. Louis Aragon, secondé comme à Ce soir par son rédacteur en chef Pierre Daix, commande au peintre Pablo Picasso, lui aussi engagé au PCF, un portrait de Staline, à publier à la une de la prochaine édition, le 12 mars. Le télégramme passant commande, conservé au Musée Picasso, dit simplement : « Fais ce que tu veux ».
Le peintre, qui jusqu'à présent a toujours refusé de représenter Staline, bien qu'il eût dessiné à l'encre de Chine en décembre 1949 (70e anniversaire du dirigeant) un satirique Staline à ta santé,,
, accepte et dessine avec un fusain « une sorte de Staline jeune, la chevelure en forme de couronne, le regard un peu vague », très éloigné du Staline des photos officielles et  affiches. Une fois publié, le dessin au fusain choque des lecteurs car Picasso a « dessiné deux contours, l'un atténué que l'on devine effectué en premier, et l'autre appuyé, effectué au final ». Pour différencier les deux portraits qui coexistent en un seul, placer deux fois une feuille face au dessin, devant une lampe, pour tracer les contours de chacun des deux portraits sur une feuille différente est un jeu d'enfant, vite considéré comme une blague de potache, ou même une provocation,,. 
Plus tard, Picasso confiera à l'historienne Gertje Utley : « Si j'avais représenté le vrai Staline, tel qu'il est devenu, avec ses rides, ses poches sous les yeux, ses verrues, tu peux les entendre hurler : il a défiguré Staline ! ».
Pierre Daix restitua en 1972 le dessin originel à l'artiste. Le fusain n'a pas été recouvré et est considéré comme perdu dans les inventaires de l'œuvre de Picasso.

## Réactions
Aragon et Pierre Daix sont alors contraints par la direction du PCF à un exercice d'autocritique , et à publier des lettres de lecteurs indignés. 
Picasso ne cache pas sa surprise et Aragon laisse entendre dès cette première autocritique qu'elle a été décidée sans lui, mais déclare à la une du journal qu'il l'approuve. La même semaine, Le Monde ironise sur le fait qu'il « remercie pour le blâme qui lui est infligé ».

## Recherche du «coupable»
Le coupable est identifié six mois plus tard par la direction du PCF : il s'agirait d'Auguste Lecoeur, secrétaire à l'organisation, déjà suspect d'avoir manqué de respect à Staline dans son compte-rendu au retour d'URSS en septembre 1953, qui n'a jamais été publié. Pour l'atteindre, Louis Aragon vise André Fougeron, peintre célèbre dès 1946-1948, quand le PCF était déjà acquis au nouveau réalisme dans l'art, mais surtout connu pour la grande exposition « Le pays des mines », inaugurée le 12 janvier 1951 à la Galerie Bernheim-Jeune, avenue Matignon, au cœur des beaux quartiers parisiens, réunissant quarante de ses toiles et dessins à la gloire des mineurs et de la grève des mineurs de 1948. La fédération CGT des mineurs du Nord et du Pas-de-Calais, fief d'Auguste Lecœur, qui venait d'entrer au secrétariat du PCF, avait symboliquement réuni 25 000 visiteurs et Auguste Lecœur signé un mois plus tôt dans L'Humanité un article distinguant André Fougeron, peintre à son « créneau de communiste », de Picasso, « peintre de la paix », car effectivement connu depuis 1949 pour sa Colombe de la paix. 
L'expression d'Auguste Lecoeur reprenait celle du célèbre article d'André Fougeron dans le premier numéro de La Nouvelle critique de décembre 1948, après son premier succès au Salon d'automne. Elle soulignait le statut de Picasso, plus large que celui de peintre communiste. C'est trois ans plus tard que cet article de 1950 sera reproché à Lecoeur, tombé en disgrâce auprès de Maurice Thorez, pour l'accuser d'« ouvriérisme » et d'avoir voulu rejeter Picasso,, malgré la minceur des faits étayant l'accusation.
En novembre 1953, l'article de Louis Aragon vise donc indirectement ce « bouc émissaire tout trouvé, quand il s'agira d'expliquer les erreurs commises » pendant l'absence de Maurice Thorez en URSS, en lui faisant porter la responsabilité de cette « Affaire du portrait de Staline » à la place d'Aragon, qui aurait été « obligé de publier un choix de lettres de lecteurs » indignés dans le numéro du 26 mars, au motif qu'André Fougeron, réputé proche de Lecoeur, a écrit dans le même numéro qu'il eût mieux valu « simplement reproduire une photo, ou l'œuvre probe d'un artiste soviétique ». Les historiens révèleront que ce choix de lettres indignées a été préparé par François Billoux, qui a probablement demandé cette autocritique à Aragon, même s'il s'en est défendu lors d'un comité central en octobre 1953. L'autocritique publique exigée d'Aragon s'est poursuivie dans le numéro du 9 avril 1953, la veille du retour de Thorez en France, qu'Aragon salue par le célèbre poème Il revient. Le secrétaire général du PCF a gardé un contact étroit par téléphone et télégrammes avec les autres dirigeants, même si sa femme affirmera qu'il n'a pas pris la décision, et dès janvier 1953, il définissait la marge de manœuvre d'Aragon en le nommant à la tête des Lettres françaises.

## Conséquences culturelles

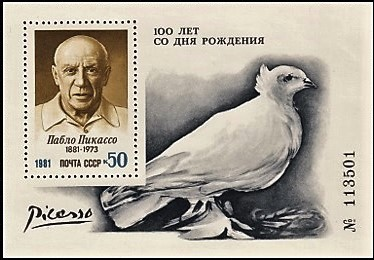
Timbre soviétique (1981) représentant Picasso et la colombe de la Paix.

« L'affaire du portrait de Staline » va durablement affaiblir le courant culturel incarné par le peintre communiste André Fougeron, qui avait transformé son atelier en imprimerie clandestine pendant la Résistance, puis décroché le Prix national de peinture 1946, pour Les Parisiennes au marché, selon les recherches publiées en 1998 par sa petite-fille, doctorante en histoire. 
Fougeron fut une des principales figures du courant artistique du « nouveau réalisme », se voulant « au service de la classe ouvrière », et en prise directe avec la vie politique et sociale, dans la continuité de la peinture à vocation sociale (Poussin, Le Nain, Courbet). Enrôlé dans la campagne un peu précipitée menée par Aragon dans Les Lettres françaises contre le Portrait de Staline, Fougeron voit cet échec se retourner contre lui quelques mois plus tard, en novembre 1953.
Aragon attaque alors brutalement son tableau Civilisation atlantique lors du Salon d’automne, grande exposition artistique organisée chaque année à Paris depuis 1903, alors qu'il encensait jusque-là Fougeron, et l'avait soutenu dès 1947 lors de la création par Thorez d'une « section des intellectuels ». Dans un article du 12 novembre 1953 dans son journal Les Lettres françaises, il décrit subitement sa peinture comme « hâtive, grossière, méprisante, du haut d’une maîtrise que l’on croit posséder une fois pour toutes la composition antiréaliste, sans perspective vraie, par énumération de symboles, sans lien, sans respect de la crédibilité ». Ce Salon d’Automne 1953, se traduit de fait par la fin de la promotion du « nouveau réalisme français » par le PCF, dans un lieu symbolique qui avait au contraire vu l'ascension d'André Fougeron lors de l'édition 1948.

## Conséquences politiques

### La lutte de succession à la tête du PCF
Aragon s'exprime alors sur des critères plus politiques qu'artistiques, intervenant dans les « rivalités internes » au PCF, dans le contexte de l’après-Staline, qui ont abouti en 1954 à éliminer le successeur potentiel de Maurice Thorez : Auguste Lecœur est visé à travers André Fougeron, qui serait censé avoir promu son « ouvriérisme ». L'affaire du portrait « est l'un des chefs d'accusation les plus précoces » du « procès Lecoeur » de mars 1954 et sa signification dépasse la question de « l'histoire du PCF avec ses intellectuels ». Dans les trois mois qui suivent, l'attaque contre Fougeron est suivie d'une série de publications, dont Aragon revendiquera le lancement, sur « le problème de la peinture », formule retenue lors d'une décision du secrétariat du PCF le 7 décembre 1953. Mais avant même l'article d'Aragon en novembre, un rapport de Jacques Duclos et François Billoux au comité central de Drancy d'octobre 1953 permettait à Billoux de se dédouaner dans « l'affaire du portrait », tandis que Lecoeur tombait dans le piège du rapport qu'on lui demandait sur le renforcement de l'implication des ouvriers dans la vie du PCF, auquel il inspire dans un rapport publié par le quotidien Le Monde peu avant le comité central de Drancy, qui ne parle pas des intellectuels mais d'une décentralisation du pouvoir des permanents.
En échange de l'attaque contre Lecoeur, Aragon obtiendra des dirigeants Duclos, Thorez et Billoux une promesse de marge de manœuvre au sein du PCF, mais Thorez lui avait déjà promis, dès janvier 1953 en URSS, l'indépendance de son journal en le nommant à sa tête. Profondément et durablement mortifié par l'ironie de la presse, Aragon aurait « tenté par trois fois de se suicider » après cette affaire, puis  cherché des bouc-émissaires. Elsa Triolet résumera le sentiment ressenti par le couple Aragon-Triolet en écrivant que « toutes les arrière-pensées au grand jour, l'ensemble des choses nous apparut, terriblement affligeant, les circonstances de cette « affaire du portrait », véritablement diaboliques, inextricables ». Le portrait reçu plaisait à tous ceux qui l'avaient vu, dans la précipitation de son arrivée, rappelleront ses proches.
L'animosité violente contre Aragon, attribuée à Lecoeur, ne sera évoquée que plus tard, par un souvenir d'Elsa Triolet visant à exonérer aussi son mari de la responsabilité de l'affaire. En fait, Lecoeur a lui-même attendu son ouvrage autobiographique Le Partisan, publié en 1963, dix ans après sa disgrâce, pour accuser Louis Aragon d'avoir travesti la réalité de la Résistance dans un de ses livres, ne donnant pas suite à une précision demandée à Lecoeur avant la publication, pour ne pas déplaire à Maurice Thorez, ce qui a permis à des légendes complaisantes de se perpétuer. Ce témoignage de 1963 poussera Aragon à modifier discrètement le livre en question trois ans après.

## L'offensive de séduction de Thorez auprès des intellectuels
À son retour d'URSS en avril 1953, un mois après la mort de Staline, Maurice Thorez va utiliser l'affaire à son profit. Un ans après, il recréé le 2 avril 1954 une « commission des intellectuels », confiée à Laurent Casanova. Cette commission avait disparu trois ans plus tôt, remplacée par des « amicales » de scientifiques ou d'artistes communes alors que commençait à tomber en désuétude la notion de science prolétarienne créé en 1948 pour mobiliser autour du biologiste Lyssenko. Le retour de cette commission permet de mieux les contrôler et les hiérarchiser, tout en leur accordant les honneurs et en les présentant comme les victimes de Lecœur. En mai 1954 aussi, Aragon tente, sans succès, d'amadouer ou d'impliquer Fougeron en écrivant qu'il aurait lui-même contribué à l'éviction de Lecœur en mars 1954, par la critique de son organisation de l'exposition sur les mineurs de 1951, selon les recherches historiques, en 1998, de la petite-fille du peintre. 
Au XIIIe Congrès du PCF qui suit, du 3 au 7 juin, Aragon revient symboliquement au comité central, pour stigmatiser les « démarches aventureuses d'un Lecœur », et fustiger son « ouvriérisme ». Thorez souhaite alors conserver l'héritage de Staline après son décès mais discrêtement éluder l'affaire Lyssenko de 1948-1950.  Il confie à Aragon un rapport sur « l'art de parti en France », qui doit toujours refléter la ligne du PCF, simplement devenue « socialiste » plutôt qu'ouvriériste. Lors de ce Congrès d'Ivry, Thorez revient largement sur l'éviction de Lecœur opérée trois mois plus tôt, pour la justifier et le « diaboliser ». Jacques Duclos reste son successeur probable et cite vingt-neuf fois le nom de Staline, mais pas une seule fois celui de Khrouchtchev, pourtant nouveau premier secrétaire du Parti communiste d'Union soviétique, « violant ainsi une règle bien établie », alors que Lecœur avait présenté l'été précédent au secrétariat du PCF les souhaits de la nouvelle équipe soviétique de mettre fin au culte de la personnalité.
Deux ans après, le congrès suivant du PCF, celui du Havre, en juillet 1956, recréé l'Union des étudiants communistes. Il y aura seulement une petite cinquantaine d'étudiants venus de quinze universités en octobre, mais le PCF va leur consacrer des fonds très importants pour créer un journal censé devenir prestigieux, Clarté, dans le but de se relancer chez les jeunes, en recrutant des militants de l'UNEF sensibles à l'anticolonialisme, comme on en voit depuis 1954 et la fin de la guerre d'Indochine. Cette relance de l'UEC se soldera par les crises de 1961 et 1965, en particulier l'Affaire Servin-Casanova de 1961. Casanova, très proche de Thorez depuis ses débuts, qui a passé le plus souvent ses vacances avec lui, se forge alors un rôle plus avantageux que dans l'affaire Lyssenko de 1948, devenant l'allié des étudiants anticolonialistes courtoisement écarté de la direction du PCF, qui déplore avec impétuosité n'avoir pas su la convaincre de manifester les mêmes jours que l'UNEF.
Un demi-siècle après l'affaire du portrait de Staline, Lucie Fougeron, petite-fille du peintre, écrira encore sur « la ligne ouvriériste promue par Auguste Lecœur pendant l’absence de Maurice Thorez », qui aurait eu « pour conséquence la mise à l’écart de Louis Aragon et Laurent Casanova », en exhumant un article de Lecoeur datant de 1949. Selon ses recherches, cette version dominait encore l'exposition Picasso de la Fête de l'Humanité de 1973, accompagnée d'un texte expliquant sur ce point que Maurice Thorez s'était empressé, en 1953, de corriger des « excès commis sous l'influence de Lecœur, exclu l'année suivante ». En 1975, Louis Aragon a pris une distance avec le stalinisme des années 1950, depuis l'invasion de la Tchécoslovaquie par l'URSS en 1968. Dans L’Œuvre poétique 1, il évoquera pour la première fois la genèse de sa relation très étroite avec Maurice Thorez, qui a coïncidé avec son ascension, en juillet 1931, après avoir vu son adhésion refusée depuis quatre ans, quand Maurice Thorez  devient secrétaire général du PCF: « et c’est le début d’un compagnonnage qui durera jusqu’à la disparition de Thorez en juillet 1964 ».
Après la guerre, au PCF, bien avant 1950, les intellectuels étaient considérés comme un danger contre lequel il fallait « toujours être vigilant » et conserver une « attitude extrêmement méfiante », Laurent Casanova, responsable de la « commission des intellectuels », déclarant même qu'ils « avaient tendance « à s’installer dans le Parti comme un corps distinct avec des prérogatives particulières ». 
Malgré cela, en 1950, Aragon fut loin d'avoir été brimé par La Tribune des Mineurs, hebdomadaire de la Fédération CGT des mineurs du Nord/Pas-de-Calais, contrôlée par Auguste Lecœur, et qui a inauguré le 1er mai 1950 sa « Maison du Peuple », de Lens, qui lui sera reprochée en 1954 lors de l'éviction de Lecœur. Le peintre Fougeron est alors en résidence dans le bassin minier pour réaliser sa série Le Pays des Mines, exposée en janvier 1951. Thorez est lui aussi régulièrement accueilli depuis juillet 1949 et a pu publier 18 articles en seulement six mois, du 28 janvier au 29 juillet 1950, dans La Tribune des Mineurs, alors que Auguste Lecœur n'était pas encore au secrétariat du PCF.